# Pokémon Battle Revolution
Pokémon Battle Revolution (ポケモンバトルレボリューション, Pokemon Batoru Reboryūshon), comumente abreviado como PBR, é o primeiro jogo eletrônico da série Pokémon para o Wii. É também o primeiro jogo para o console compatível com Nintendo Wi-Fi Connection e conexão com o portátil Nintendo DS, feita através dos títulos Diamond, Pearl e Platinum.

## Conexão
Pokémon Battle Revolution pode conectar-se tanto ao Nintendo DS, quanto a outros consoles Wii via Nintendo Wi-Fi Connection para batalhas em tempo real.
Na conexão com outros Wii, com mesmo jogo, você pode escolher batalhas aleatórias ou com pessoas conhecidas através do uso de friend code. Após as batalhas ainda é possível ambos os jogadores salvarem o Battle Pass um do outro, com os dados sobre o treinador personalizado e equipes usadas por cada um para outras partidas. Na conexão com o Nintendo DS é possível tanto copiar todos os pokémons presentes nos jogos Pokémon Diamond & Pearl e Pokémon Platinum para o Wii, quanto conectar dois Nintendo DS ao mesmo tempo para batalhas utilizando a interface 3D do Wii. Para cada savegame do Wii apenas uma combinação de DS e Diamond, Pearl ou Platinum pode editar o conteúdo das caixas.
Os pokémons copiados para o Wii dos jogos de DS ficam disponíveis para criação de vários Battle Pass, e devido a diferença de tempo entre o lançamento do jogo para DS e o lançamento do console Wii, nesse primeiro jogo, esta cópia é a única possibilidade com Pokémon Diamond & Pearl e Pokémon Platinum, não sendo possível uma transferência real de monstros entre jogos como ocorreu até Pokémon XD.
Ainda assim, é possível transferir itens e pokémons de Battle Revolution através dos Wonder Cards, utilizando o Mystery Gift, porém estes são prêmios fixos e não personalizáveis, podendo também serem transferidos apenas uma vez para cada cartucho de DS.
Felizmente, este jogo também se conecta a Pokémon Platinum, contudo as novas formas de Rotom, de Giratina e de Shaymin não estarão disponíveis. Tanto as alterações feitas aos Scripts de cada pokémon (Magnezone é um exemplo, pois em Platinum os Íman têm a ponta vermelha e azul como as suas pré-evoluções, o que não existe em Diamond & Pearl).
Atualização: Pokémon HeartGold & SoulSilver também são compatíveis aos jogos.

## Desenvolvimento
O jogo foi anunciado pela primeira vez pelo presidente da Nintendo, Satoru Iwata, em um evento de marketing da Nintendo no Japão em 7 de junho de 2006. No evento, Iwata descreveu a conectividade Wii-to-DS usando o jogo como exemplo, afirmando que os jogadores com Pokémon Diamond' e / ou Pearl podem jogar batalhas usando os seus Pokémon  Diamond  / 'Pearl' 'em' 'Pokémon Battle Revolution' ', usando o seu DS como controlador.
A funcionalidade de ligação do DS estava acessível em 2006 Nintendo World Tour pela primeira vez. Além de permitir que Pokémon de um cartucho  Pokémon Diamond  ou  Pearl  seja usado no jogo, ele substitui o menu de batalha na tela usado em conjunto com o Wii Remote. O Controlador GameCube não é compatível com este jogo. O menu de batalha é exibido na tela sensível ao toque do DS e é navegado com a caneta. Quatro jogadores podem participar de um torneio individual como o Battle Frontier Battle Dome em  Pokémon Emerald .

## Recepção
Pokémon Battle Revolution recebeu críticas mistas dos críticos. Recebeu uma pontuação de 5.0 de 10 de IGN, que cita que o jogo omite vários recursos demonstrados em jogos anteriores como Pokémon Stadium  e Pokémon Colosseum, como um  role-playing modo. A funcionalidade multiplayer e on-line do jogo também é criticada por falta de funções como torneios. GameSpot deu ao jogo uma nota de 5 em 10, medíocre, criticando a jogabilidade repetitiva e o apoio on-line dos barebones, bem como o fato de que se alguém não tivesse "Pokémon Diamond" ou "Pearl" para o DS, não há quase tanto a fazer. Game Informer classificou em 5.75 de 10 dizendo as mesmas coisas como GameSpot, e adicionando seu próprio comentário sobre um tutorial que ensinou como apontar o Wii Remote. Nintendo Power avaliou 6,5 de 10, elogiando o modo multijogador do jogo e criticando a falta de recursos para um jogador. Famitsu  deu uma crítica positiva ao jogo, com uma pontuação de 35 pontos em 40. Outra crítica positiva é da Game Oracle, que deu 75% de elogios ao modo online, aos gráficos e à trilha sonora. Eles criticaram por não ser tão bom quanto “XD: Gale of Darkness” e a necessidade de “Pokémon Diamond” e “Pearl” abrirem toda a experiência do jogo.
Ele vendeu 850.000 cópias na América do Norte e na Europa Ocidental e 352.123 cópias no Japão, elevando suas vendas totais para 1,202 milhão.